# Ủy ban Di sản thế giới
Ủy ban Di sản thế giới là một cơ quan của Tổ chức Giáo dục, Khoa học và Văn hóa Liên hiệp quốc (UNESCO), đảm nhiệm việc xem xét và chấp thuận các di sản được đưa vào danh sách Di sản thế giới của UNESCO.
Ủy ban này chịu trách nhiệm về việc thi hành Công ước Di sản thế giới, xác định việc sử dụng Quỹ Di sản Thế giới và phân bổ hỗ trợ tài chính khi có yêu cầu từ các quốc gia. Ủy ban này bao gồm 21 quốc gia thành viên là những quốc gia đã ký kết và phê chuẩn "Công ước Di sản thế giới". được Đại hội đồng các quốc gia thành viên bầu ra cho nhiệm kỳ 4 năm.
Theo Công ước Di sản thế giới, thì thời hạn phục vụ của thành viên ủy ban này là 6 năm, tuy nhiên nhiều quốc gia thành viên tự nguyện chọn thời hạn đảm nhiệm chức thành viên Ủy ban này chỉ trong 4 năm, để cho các quốc gia thành viên khác có cơ hội trở nên thành viên của Ủy ban này. Mọi thành viên ủy ban được bầu tại kỳ Đại hội toàn thể lần thứ 15 (năm 2005) đã quyết định tình nguyện giảm thời hạn nhiệm kỳ của mình từ 6 xuống 4 năm.

## Kỳ họp
Ủy ban Di sản thế giới họp mỗi năm một lần để thảo luận việc quản lý các Di sản thế giới hiện có, và xem xét chấp nhận các đề cử mới từ các quốc gia. Các cuộc họp bất thường có thể được triệu tập theo yêu cầu của hai phần ba số thành viên Ủy ban. Các cuộc họp được tổ chức trong lãnh thổ của các quốc gia thành viên của Ủy ban Di sản Thế giới theo lời mời. Xoay vòng giữa các nước theo khu vực và các nền văn hóa là một yếu tố được xem xét để lựa chọn và địa điểm cho phiên họp tiếp theo được lựa chọn bởi Ủy ban vào bế mạc mỗi phiên.
| Kỳ họp | Năm  | Ngày | Thành phố tổ chức |
| ------ | ---- | --- | ----------------- |
| 1      | 1977 | 27 tháng 6–1 tháng 7                                                                                                 | Paris             |
| 2      | 1978 | 5 tháng 9–8 tháng 9                                                                                                  | Washington, D.C.  |
| 3      | 1979 | 22 tháng 10–26 tháng 10                                                                                              | Cairo & Luxor     |
| 4      | 1980 | 1 tháng 9–5 tháng 9                                                                                                  | Paris             |
| 5      | 1981 | 26 tháng 10–30 tháng 10                                                                                              | Sydney            |
| 6      | 1982 | 13 tháng 12–17 tháng 12                                                                                              | Paris             |
| 7      | 1983 | 5 tháng 12–9 tháng 12                                                                                                | Firenze           |
| 8      | 1984 | 29 tháng 10–2 tháng 11                                                                                               | Buenos Aires      |
| 9      | 1985 | 2 tháng 10–6 tháng 10                                                                                                | Paris             |
| 10     | 1986 | 24 tháng 11–28 tháng 11                                                                                              | Paris             |
| 11     | 1987 | 7 tháng 11–11 tháng 11                                                                                               | Paris             |
| 12     | 1988 | 5 tháng 12–9 tháng 12                                                                                                | Brasília          |
| 13     | 1989 | 11 tháng 12–15 tháng 12                                                                                              | Paris             |
| 14     | 1990 | 7 tháng 12–12 tháng 12                                                                                               | Banff             |
| 15     | 1991 | 9 tháng 12–13 tháng 12                                                                                               | Carthage          |
| 16     | 1992 | 7 tháng 12–14 tháng 12                                                                                               | Santa Fe          |
| 17     | 1993 | 6 tháng 12–11 tháng 12                                                                                               | Cartagena         |
| 18     | 1994 | 12 tháng 12–17 tháng 12                                                                                              | Phuket            |
| 19     | 1995 | 4 tháng 12–9 tháng 12                                                                                                | Berlin            |
| 20     | 1996 | 2 tháng 12–7 tháng 12                                                                                                | Mérida            |
| 21     | 1997 | 1 tháng 12–6 tháng 12                                                                                                | Napoli            |
| 22     | 1998 | 30 tháng 11–5 tháng 12                                                                                               | Kyoto             |
| 23     | 1999 | 29 tháng 11–4 tháng 12                                                                                               | Marrakech         |
| 24     | 2000 | 27 tháng 11–2 tháng 12                                                                                               | Cairns            |
| 25     | 2001 | 11 tháng 12–16 tháng 12                                                                                              | Helsinki          |
| 26     | 2002 | 24 tháng 6–29 tháng 6                                                                                                | Budapest          |
| 27     | 2003 | 30 tháng 6–5 tháng 7                                                                                                 | Paris             |
| 28     | 2004 | 28 tháng 6–7 tháng 7                                                                                                 | Tô Châu           |
| 29     | 2005 | 10 tháng 7–17 tháng 7                                                                                                | Durban            |
| 30     | 2006 | 8 tháng 7–16 tháng 7                                                                                                 | Vilnius           |
| 31     | 2007 | 23 tháng 6–1 tháng 7                                                                                                 | Christchurch      |
| 32     | 2008 | 2 tháng 7–10 tháng 7                                                                                                 | Quebec            |
| 33     | 2009 | 22 tháng 6–30 tháng 6                                                                                                | Seville           |
| 34     | 2010 | 25 tháng 7–3 tháng 8                                                                                                 | Brasília          |
| 35     | 2011 | 19 tháng 6–29 tháng 6                                                                                                | Paris             |
| 36     | 2012 | 25 tháng 6–5 tháng 7                                                                                                 | Saint Petersburg  |
| 37     | 2013 | 17 tháng 6–27 tháng 6                                                                                                | Phnôm Pênh        |
| 38     | 2014 | 15 tháng 6–25 tháng 6                                                                                                | Doha              |
| 39     | 2015 | 28 tháng 6–8 tháng 7                                                                                                 | Bonn              |
| 40     | 2016 | 10 July–20 tháng 7                                                                                                   | Istanbul          |
| 41     | 2017 | 2 tháng 7–12 tháng 7                                                                                                 | Kraków            |
| 42     | 2018 | 24 tháng 6–4 tháng 7                                                                                                 | Manama            |
| 43     | 2019 | 30 June–10 tháng 7                                                                                                   | Baku              |
| 44     | 2020 | Lịch trình ban đầu từ ngày 29 tháng 6–9 tháng 7. Bị hoãn vô thời hạn vì Đại dịch COVID-19.                           | Phúc Châu         |
| 45     | 2022 | Ban đầu dự kiến vào ngày 19 tháng 6 đến ngày 30 tháng 6 tại Kazan , Nga.Bị hoãn vô thời hạn do Nga xâm lược Ukraine. | TBA               |

## Các thành viên của Ủy ban Di sản thế giới
Thành viên hiện tại của Ủy ban Di sản thế giới của UNESCO
| Thành viên            | Nhiệm kỳ  |
| --------------------- | --------- |
| Australia             | 2017–2021 |
| Bahrain               | 2017–2021 |
| Bosnia và Herzegovina | 2017–2021 |
| Brazil                | 2017–2021 |
| Trung Quốc            | 2017–2021 |
| Ai Cập                | 2019–2023 |
| Ethiopia              | 2019–2023 |
| Guatemala             | 2017–2021 |
| Hungary               | 2017–2021 |
| Kyrgyzstan            | 2017–2021 |
| Mali                  | 2019–2023 |
| Nigeria               | 2019–2023 |
| Na Uy                 | 2017–2021 |
| Oman                  | 2019–2023 |
| Nga                   | 2019–2023 |
| Saint Kitts và Nevis  | 2017–2021 |
| Ả Rập Xê Út           | 2019–2023 |
| Nam Phi               | 2019–2023 |
| Tây Ban Nha           | 2017–2021 |
| Thái Lan              | 2019–2023 |
| Uganda                | 2017–2021 |
| Tổng số               | 21        |